# Herman Koroleff
Herman Koroleff, född 12 december 1883 i Helsingfors, död 5 april 1957 i Grankulla, var en finländsk ämbetsman. 
Koroleff vicehäradshövding 1914, var länge tjänsteman vid senaten och Högsta förvaltningsdomstolen, där han 1933 utnämndes till äldre förvaltningssekreterare. Åren 1945–1953 var han landshövding i landskapet Åland. Han framträdde även som författare av det lättsamma slaget. Memoarerna Den gamla goda tiden (1953) ger livfulla bilder från borgerskapets sällskapsliv i det tidiga 1900-talets Helsingfors. I Mexikoresan (1956) berättar han okonstlat, men med många kulturhistoriska detaljer, om sin färd till ett på den tiden relativt okänt land.